# Колдовская любовь (фильм, 1986)
«Колдовская любовь» (исп. El Amor brujo) — кинофильм 1986 года испанского режиссёра Карлоса Сауры. Фильм снят по мотивам балета Мануэля де Фальи. Главными участниками картины являются члены танцевальной труппы фламенко Антонио Гадеса. При этом для Сауры и Гадеса этот фильм стал уже третьей совместной работой (после картин «Кровавая свадьба» и «Кармен»).

## Сюжет
Сюжет разворачивается вокруг юных цыган Канделы и Хосе, чьи родители решают их поженить. Спустя несколько лет после свадьбы, когда у обоих есть интрига на стороне, в уличной драке, защищая возлюбленную Лусию, погибает Хосе. После этого заколдованная Кандела в течение нескольких лет каждую ночь приходит к месту его гибели и танцует с призраком погибшего мужа. Разрешить ситуацию получается лишь с помощью возлюбленного Канделы — Кармело.
Фильм заканчивается исполнением фламенко двумя любящими парами — Канделы с Кармело и Лусии с Хосе.

## В ролях
- Антонио Гадес — Кармело
- Кристина Ойос — Кандела
- Лаура дель Соль — Лусия
- Хуан Антонио Хименес — Хосе
- Эмма Пенелья
- Ла Полака
- Гомес де Херес
- Мануэль Родригес

## Съёмочная группа
- Авторы сценария:
  - Карлос Саура
  - Антонио Гадес
- Режиссёр: Карлос Саура
- Оператор: Тео Эскамилья
- Продюсеры:
  - Эмильяно Отеги
  - Эмильяно Пиедра

## Награды и номинации
- Fantasporto
  - 1987 — «Лучший фильм» (номинация)
- Премия «Гойя»
  - 1987 — «Лучшая операторская работа» (награда)
  - 1987 — «Лучшие костюмы» (награда)
  - 1987 — «Лучший монтаж» (номинация)